# Andechser Molkerei Scheitz
Die Andechser Molkerei Scheitz GmbH mit Sitz im bayerischen Andechs ist mit rund 220 Mitarbeitern und 630 Zulieferern die größte deutsche Molkerei für Bio-Lebensmittel.

## Geschichte
Die Urgroßeltern der heutigen Familie Scheitz gründeten 1908 eine Käserei in Erling bei Andechs. Diese wurde 1976 von Georg M. Scheitz, Landwirt und Molkereimeister, zu einer Molkerei ausgebaut. Vier Jahre später wurde hier erstmals „ökologisch erzeugte Milch“ verarbeitet. Wegen der gestiegenen Nachfrage wurde 1987 ein neues Molkereigebäude am Ortsrand gebaut, in das man ein Jahr später einzog. Um das Sortiment zu erweitern, begann man 1994, neben Kuhmilch auch Ziegenmilch zu verarbeiten. Das Unternehmen ist in der Biomilchstraße 1 in Andechs ansässig, die Straße wurde also sinngemäß nach der Firma benannt.
Zwischen dem Kloster Andechs und der Andechser Molkerei gab es diverse Gerichtsverfahren.
Seit 1999 war der französische Molkereikonzern Bongrain (heute als Savencia firmierend) mit einem Minderheitsanteil an der Andechser Molkerei beteiligt (zunächst zu einem Drittel, seit 2007 mit noch 24,8 %). Auf Anordnung des Bundeskartellamts gingen am 1. Oktober 2015 alle Anteile wieder in den Besitz der Familie Scheitz über, nachdem die zusätzliche Übernahme der Molkerei Söbbeke durch Bongrain mutmaßlich zu einer Marktverzerrung geführt hätte.
2008 wurde im Rahmen einer Transparenz-Initiative die Rückverfolgbarkeit der Produkte auf der Website eingeführt. Konsumenten können mit der Eingabe des Mindesthaltbarkeitsdatums auf der Website nachvollziehen, aus welcher Region und stellvertretend von welchen Bio-Bauernhof die Milch des Produktes stammt. Zudem stellt die Molkerei online eine interaktive Karte zur Lokalisierung ihrer Biobauern und umfassende Möglichkeiten, sich über die Bio-Landwirtschaft zu informieren, zur Verfügung. So sind zum Beispiel Steckbriefe mit Bildern der Biobauern hinterlegt.
2009 verlor die Andechser Molkerei einen Rechtsstreit gegen die Stiftung Warentest vor dem Oberlandesgericht Karlsruhe. Die Stiftung Warentest hatte bei einem im Oktober 2008 veröffentlichten Test über 35 Buttermarken die Bio-Sauerrahmbutter Andechser Natur (Bioland) mit der Note „mangelhaft“ bewertet, da diese eine zu geringe Anzahl an Milchsäurebakterien aufwies, die bei der Herstellung von Sauerrahmbutter aber zwingend notwendig ist. Dagegen gewann das Unternehmen einen siebenjährigen Rechtsstreit über mehrere Instanzen gegen das Kloster Andechs, in dem es um die Exklusivität des Namens „Andechs“ für Lebensmittel ging. Das Kloster, das eine bekannte Biermarke unter dem Namen vertreibt, war der Ansicht, der Name habe ursprünglich allein ihren „heiligen Berg“ bezeichnet und dürfe für Butter, Milch und Joghurt nicht benutzt werden, selbst wenn die Produkte aus dem heutigen Ort Andechs kommen.
Seit 2009 verarbeitet die Molkerei 100 % Biomilch. Der Milchpreis wird mit den Biobauern alle acht Wochen persönlich verhandelt. Die Bio-Molkerei honoriert zudem die Weidehaltung der Biokühe mit einer in Deutschland einzigartigen Weideprämie auf den Milchpreis.
2015 wurde die Verwaltung und das Hochregallager im Sinne der Philosophie des Künstlers Friedensreich Hundertwasser gebaut.

## Galerie

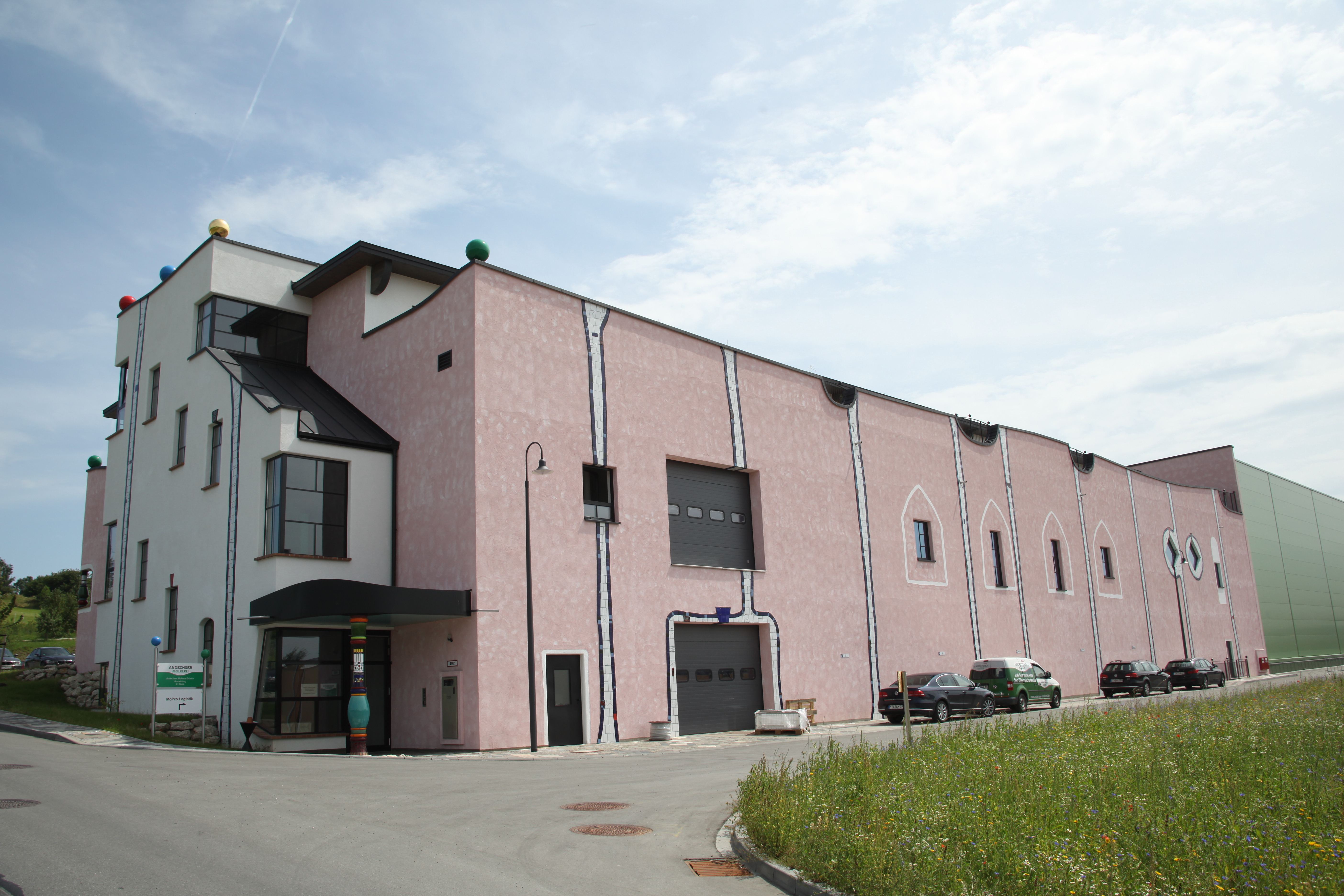
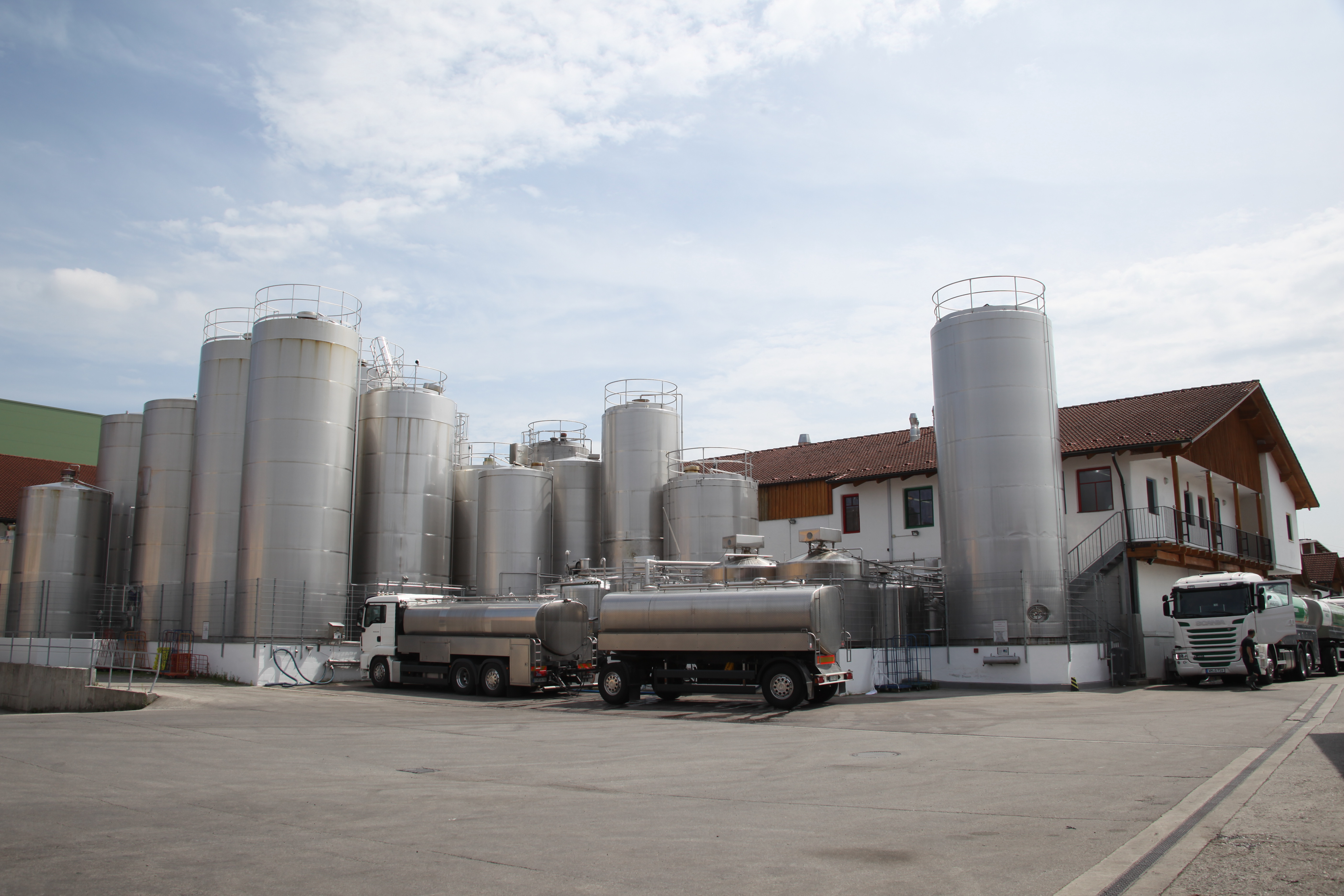
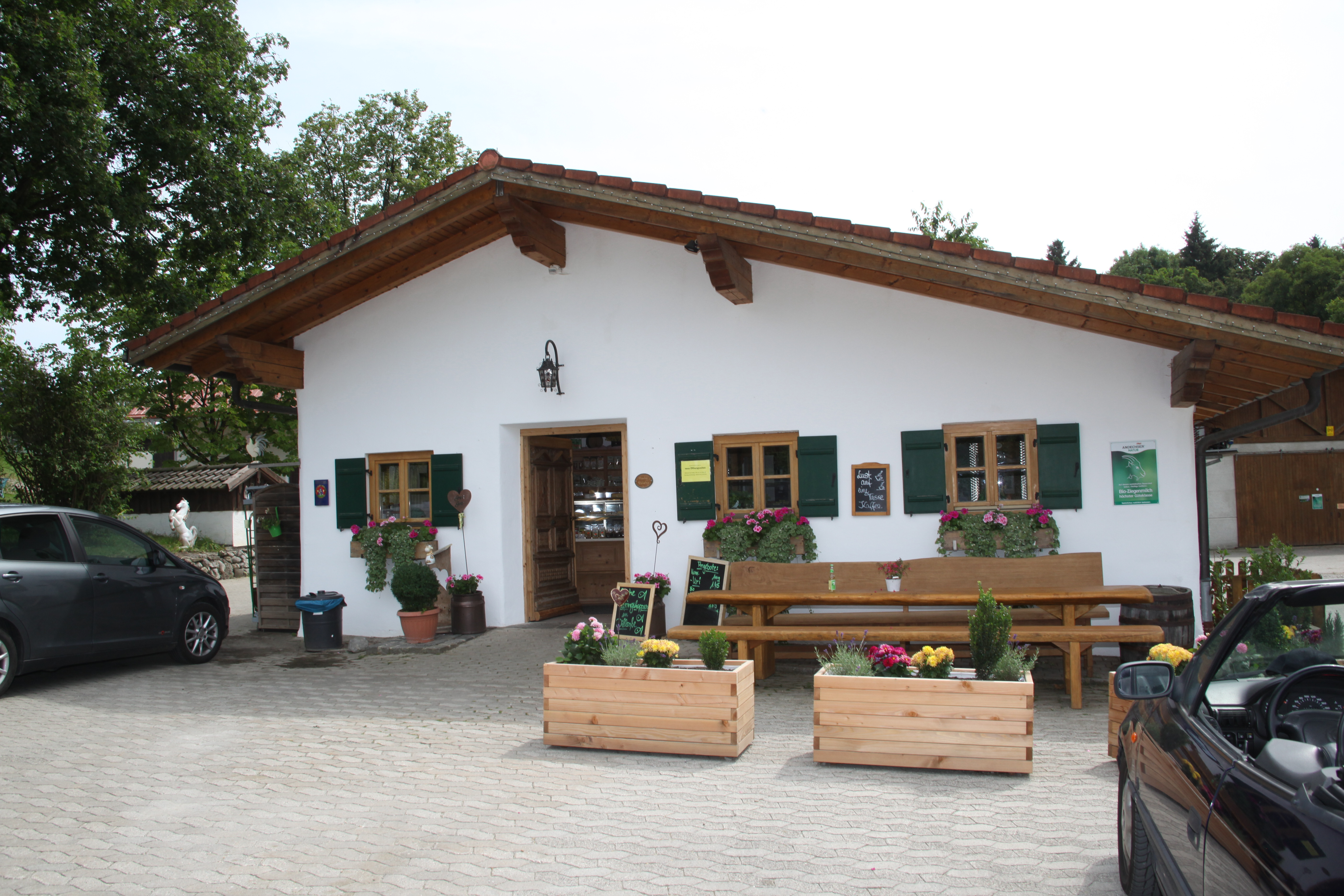
Werksverkauf der Andechser Molkerei 2016
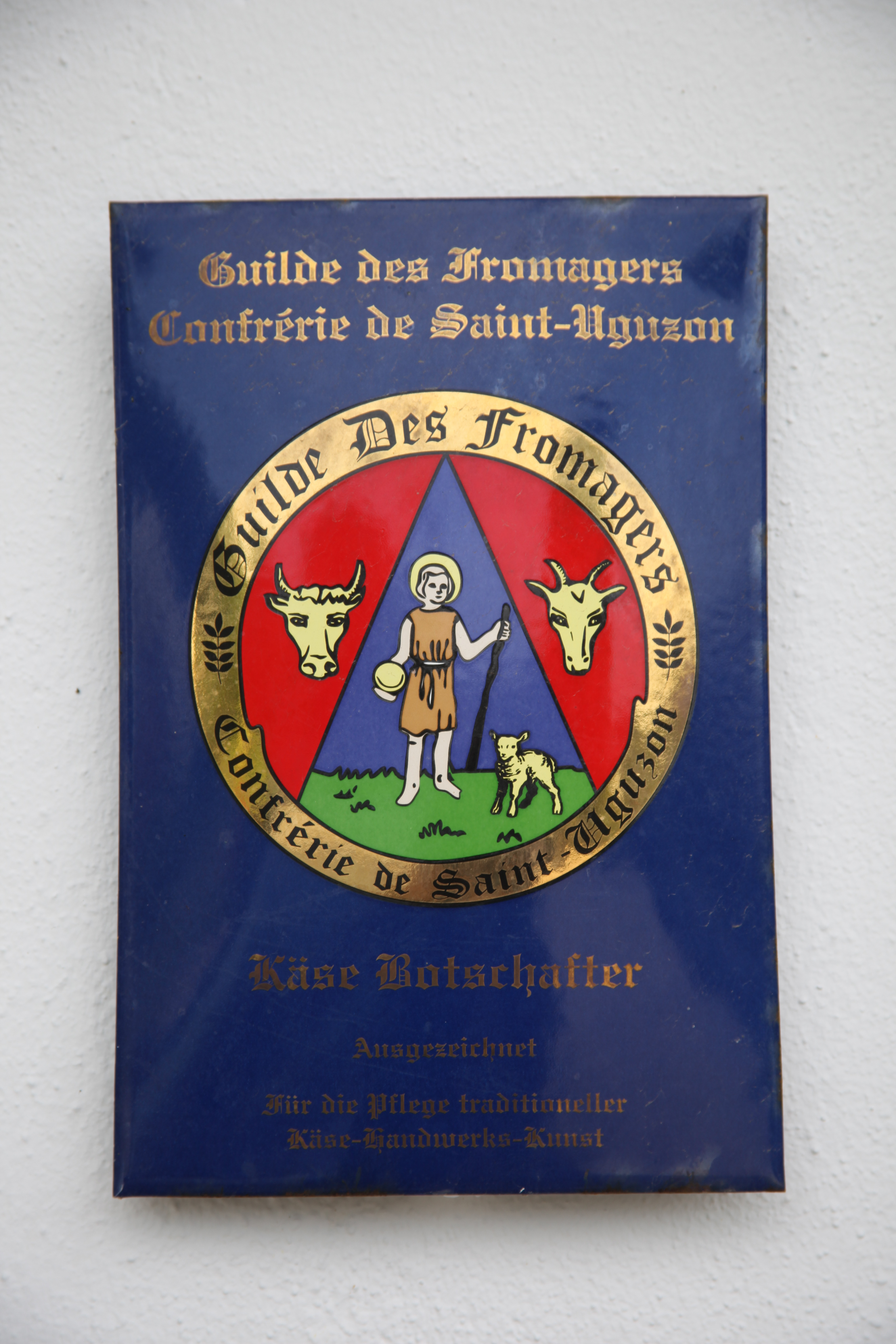
Schild am Werksverkauf der Andechser Molkerei 2016
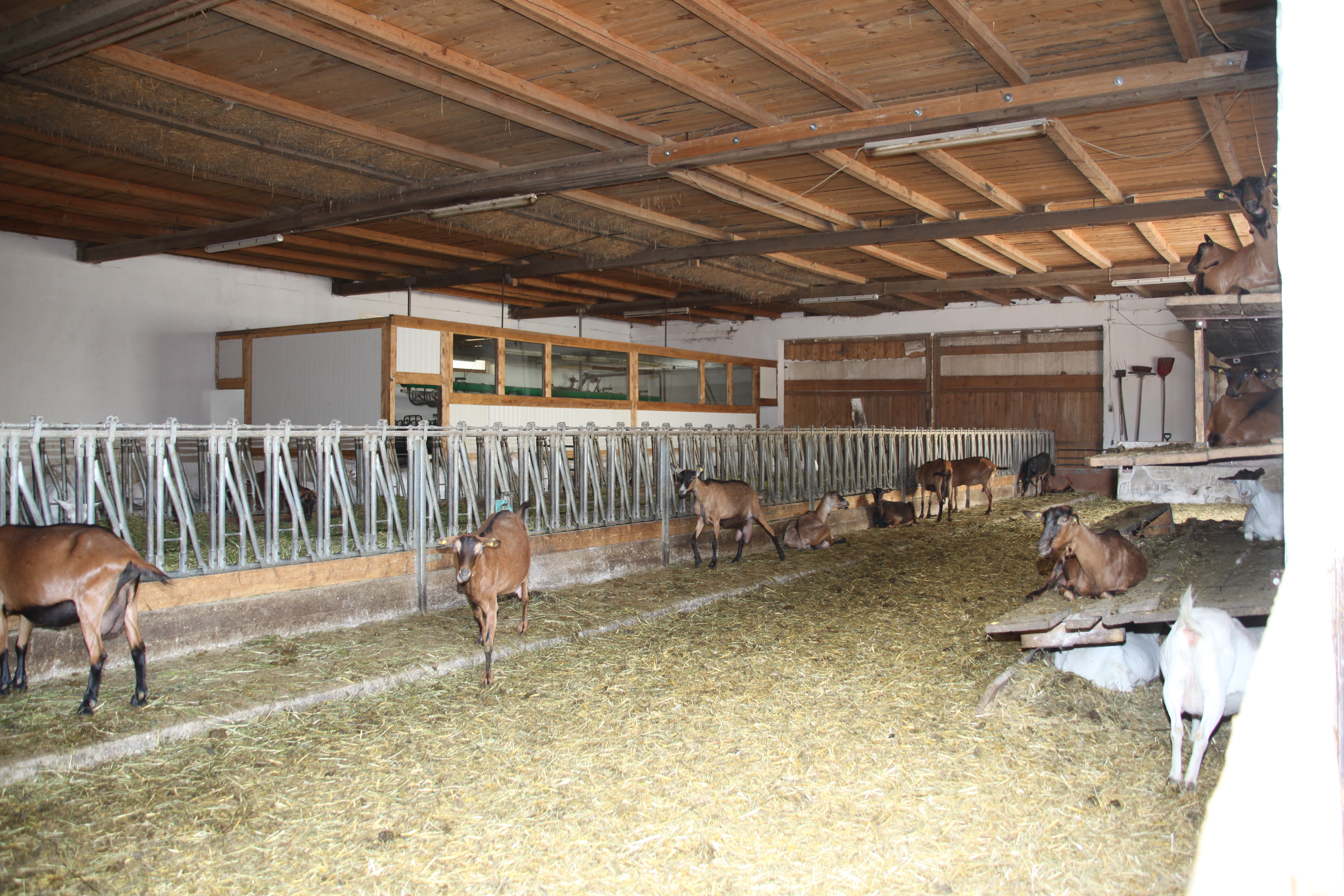
Ziegenstall des Biohofladens Scheitz
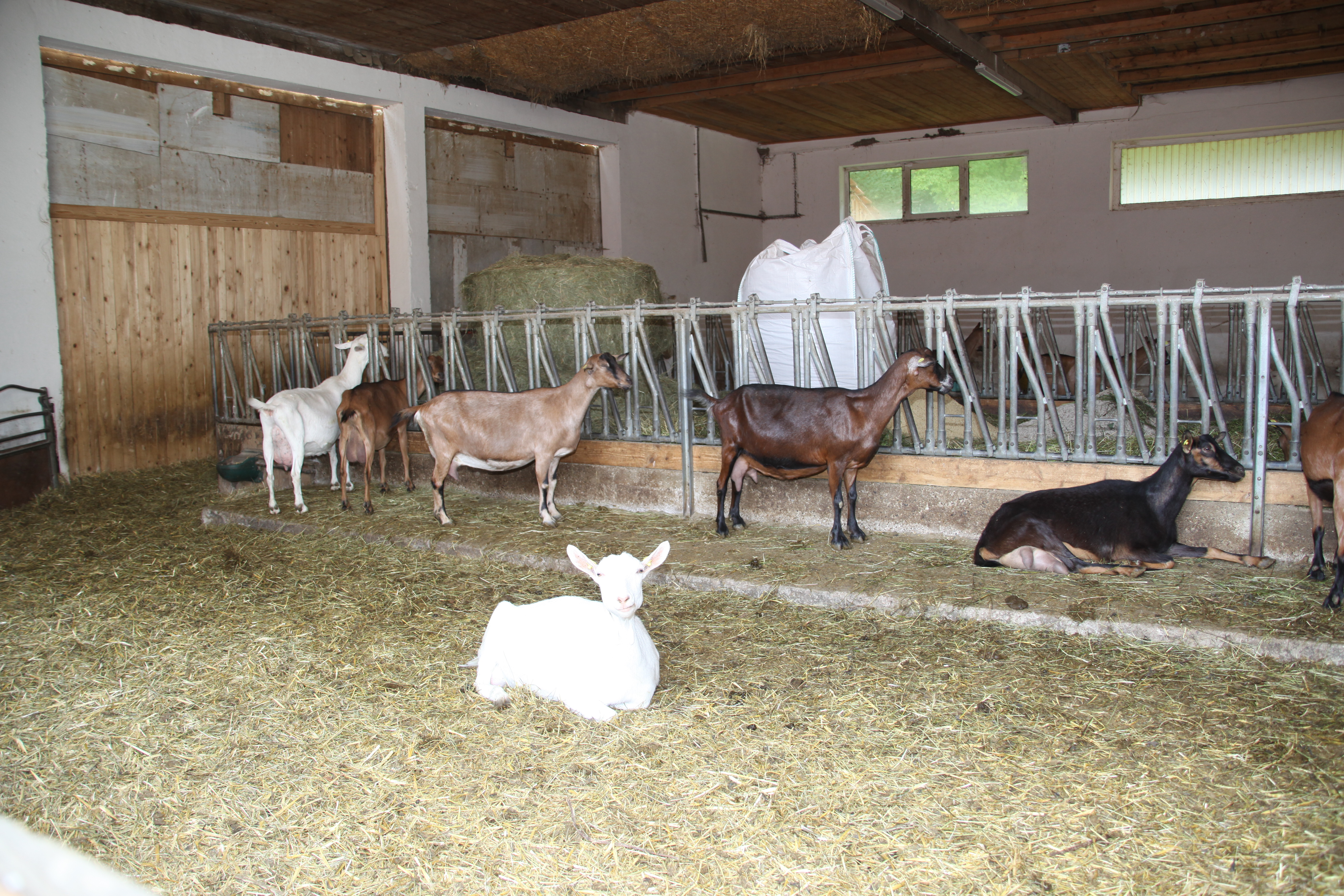
Ziegenstall des Biohofladens Scheitz
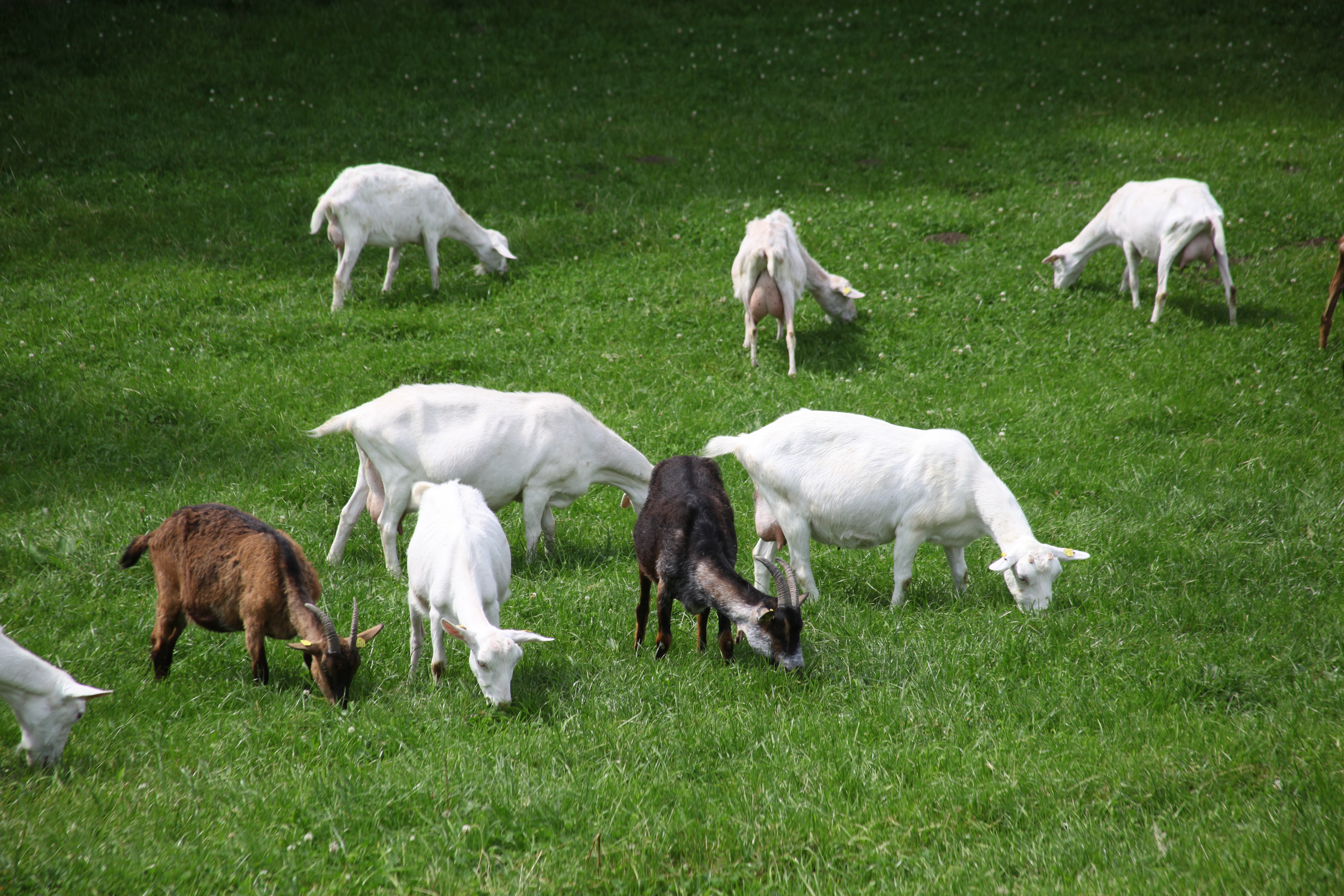
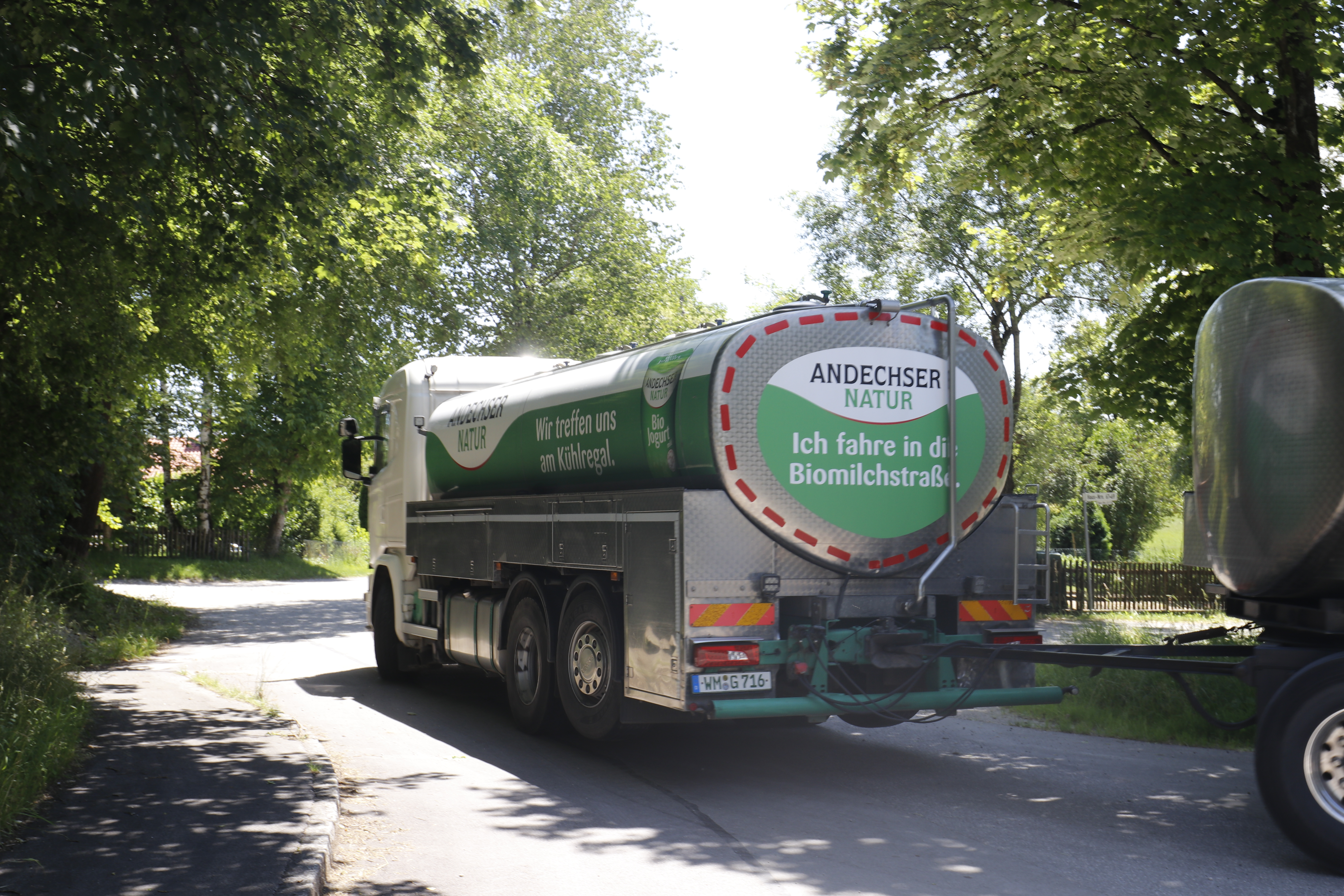

## Qualitätssicherung und Umweltschutz
Der Einsatz für Bio-Qualität und Umweltschutz begann 1981, als die Molkerei trotz starkem Widerstand von Seiten des Handels als erstes Unternehmen in Deutschland die pfandfreie, braune Flasche für Milch durchsetzte. Während der Atomkatastrophe von Tschernobyl von 1986 sicherte Georg Scheitz für seine Zulieferbetriebe Futter frei von radioaktivem Fall-Out. 2004 wurde eine moderne PET-Anlage installiert. Seit 2008 ermöglicht das Unternehmen Endverbrauchern, den Weg ihrer Produkte im Internet zu verfolgen.

## Produkte
Seit 2009 stellt die Andechser Molkerei ausschließlich Bio-Produkte her. Diese werden unter der Bezeichnung „Andechser Natur“ vermarktet. Für die Produktion wird ausschließlich Bio-Milch (Bioland, Naturland, Biokreis und Demeter) von Kühen und Ziegen verwendet, die von 530 Bio-Kuhmilchbauern und 100 Bio-Ziegenmilchbauern bezogen wird. Ihre rund 27.000 Kühe und 14.500 Ziegen liefern pro Jahr ca. 115 Mio. kg Kuhmilch und etwa 9,4 Mio. kg Ziegenmilch. Die von den Bauern ökologisch bewirtschaftete Gesamtfläche beträgt 35.000 ha, das entspricht 15 % der gesamten ökologisch bewirtschafteten Fläche in Bayern (2017).
Das Sortiment der Andechser Molkerei umfasst ca. 150 Bio-Molkereiprodukte, zu denen neben Milch, Jogurts und Desserts auch Butter, Rahm, Schlagsahne und Quark sowie Käse zählen.
Zudem stellt die Molkerei Produkte für verschiedene Eigenmarken von Einzelhandelsketten her, u. a. für Rewe, Aldi und Lidl.
Ihre Rohmilch bezieht die Molkerei vorwiegend aus dem Voralpenland.

## Auszeichnungen
2006 erhielt die Andechser Molkerei den Preis „Renner des Jahres“ für den Andechser Natur Trinkjogurt Himbeer-Lemon in der PET-Verpackung als erfolgreichste Einführung eines Neuproduktes am Bio-Markt.
2017 gewann die Andechser Molkerei Scheitz mit ihrer Marke Andechser Natur den Deutschen Nachhaltigkeitspreis 2018. Die Jury des Nachhaltigkeitspreises würdigte zum einen die professionelle Markenführung und stabile Markenstärke im Nachhaltigkeitsbereich, zum anderen die kreativen Ansätze der Kommunikation. 2018 wurde Andechser im YouGov BrandIndex von YouGov und Handelsblatt für das beste Preis-Leistungs-Verhältnis aus Verbrauchersicht in der Kategorie Molkereiprodukte ausgezeichnet.